# Coussarea rudgeoides
Coussarea rudgeoides är en måreväxtart som beskrevs av Henry Hurd Rusby. Coussarea rudgeoides ingår i släktet Coussarea och familjen måreväxter. Inga underarter finns listade i Catalogue of Life.